# Jan van de Gevel
Jan van de Gevel (Haarlem, 2 oktober 1917 – 10 oktober 2000) was een Nederlands voetballer en voetbaltrainer. Als voetballer kwam hij dertien seizoenen uit voor RCH en VSV. Na zijn actieve loopbaan begon hij in 1948, op 31-jarige leeftijd, zijn hoofdtrainerschap bij Volendam. Na twee seizoenen verliet hij Noord-Holland en ging aan de slag bij Eindhoven, echter doordat zijn vrouw niet kon aarden in het zuiden van het land keerde hij terug in de oude omgeving. In de seizoenen tot 1955 trainde hij de amateurs van VV Hillegom en FC Lisse en Blauw-Wit uit Amsterdam. Na de intrede van het betaald voetbal in Nederland verbleef hij toch drie seizoenen in Noord-Brabant om trainer te zijn bij ONA en DOSKO. In 1963 was hij voor een seizoen trainer van EDOOm het volgende seizoen jeugd- en hulptrainer te worden bij Telstar. In het seizoen 1967/68 was hij assistent- en hulptrainer bij Haarlem dat onder leiding stond van Piet Peeman.